# Burim Kukeli
Burim Nue Kukeli (Gjakovë, 16 gennaio 1984) è un allenatore di calcio ed ex calciatore kosovaro con cittadinanza svizzera naturalizzato albanese, di ruolo centrocampista.

## Biografia
Nato a Gjakovë in Kosovo, si è trasferito in Svizzera con la famiglia, dove è cresciuto. Possiede anche la cittadinanza svizzera.

## Carriera

### Club

#### Sion
Il 9 agosto 2017 viene acquistato a titolo definitivo per 200.000 euro dalla squadra svizzera del Sion, con cui firma un contratto biennale con scadenza il 30 giugno 2019.

### Nazionale
Il 7 settembre 2012 fa il suo debutto con la nazionale albanese nella partita valida per le qualificazioni ai Mondiali 2014 contro Cipro, giocando da titolare, partita poi vinta per 3-1 dall'Albania.
Viene convocato per gli Europei 2016 in Francia.

## Statistiche

### Presenze e reti nei club
Statistiche aggiornate al 23 febbraio 2020.
| Stagione        | Squadra         | Campionato      | Campionato | Campionato | Coppe nazionali | Coppe nazionali | Coppe nazionali | Coppe continentali | Coppe continentali | Coppe continentali | Altre coppe | Altre coppe | Altre coppe | Totale | Totale |
| Stagione        | Squadra         | Comp            | Pres       | Reti       | Comp            | Pres            | Reti            | Comp               | Pres               | Reti               | Comp        | Pres        | Reti        | Pres   | Reti   |
| --------------- | --------------- | --------------- | ---------- | ---------- | --------------- | --------------- | --------------- | ------------------ | ------------------ | ------------------ | ----------- | ----------- | ----------- | ------ | ------ |
| 2004-2005       | Zofingen        | 1L              | 21         | 4          | CS              | 1               | 0               | -                  | -                  | -                  | -           | -           | -           | 22     | 4      |
| 2005-2006       | Schötz          | 1L              | 11         | 4          | CS              | 0               | 0               | -                  | -                  | -                  | -           | -           | -           | 11     | 4      |
| 2006-2007       | Schötz          | 2L              | 23         | 8          | CS              | 1               | 0               | -                  | -                  | -                  | -           | -           | -           | 24     | 8      |
| 2007-gen. 2008  | Schötz          | 1L              | 15         | 2          | CS              | 1               | 0               | -                  | -                  | -                  | -           | -           | -           | 16     | 2      |
| Totale Schötz   | Totale Schötz   | Totale Schötz   | 49         | 14         |                 | 2               | 0               |                    | -                  | -                  |             | -           | -           | 51     | 14     |
| gen. 2008       | Lucerna II      | 1L              | 3          | 0          | -               | -               | -               | -                  | -                  | -                  | -           | -           | -           | 3      | 0      |
| gen.-giu. 2008  | Lucerna         | SL              | 10         | 0          | CS              | 0               | 0               | -                  | -                  | -                  | -           | -           | -           | 10     | 0      |
| 2008-2009       | Lucerna         | SL              | 2          | 0          | CS              | 0               | 0               | -                  | -                  | -                  | -           | -           | -           | 2      | 0      |
| 2009-2010       | Lucerna         | SL              | 34         | 2          | CS              | 4               | 0               | -                  | -                  | -                  | -           | -           | -           | 38     | 2      |
| 2010-2011       | Lucerna         | SL              | 28         | 0          | CS              | 1               | 0               | UEL                | 2                  | 0                  | -           | -           | -           | 31     | 0      |
| 2011-2012       | Lucerna         | SL              | 29         | 1          | CS              | 5               | 0               | -                  | -                  | -                  | -           | -           | -           | 34     | 1      |
| Totale Lucerna  | Totale Lucerna  | Totale Lucerna  | 103        | 3          |                 | 10              | 0               |                    | 2                  | 0                  |             | -           | -           | 115    | 3      |
| 2012-2013       | Zurigo          | SL              | 12         | 0          | CS              | 1               | 0               | -                  | -                  | -                  | -           | -           | -           | 13     | 0      |
| 2013-2014       | Zurigo          | SL              | 0          | 0          | CS              | 0               | 0               | -                  | -                  | -                  | -           | -           | -           | 0      | 0      |
| 2014-2015       | Zurigo          | SL              | 21         | 1          | CS              | 0               | 0               | UEL                | 5                  | 0                  | -           | -           | -           | 26     | 1      |
| 2015-2016       | Zurigo          | SL              | 22         | 1          | CS              | 3               | 0               | UEL                | 1                  | 0                  | -           | -           | -           | 26     | 1      |
| 2016-2017       | Zurigo          | CL              | 25         | 0          | CS              | 3               | 0               | UEL                | 5                  | 0                  | -           | -           | -           | 33     | 0      |
| lug.-ago. 2017  | Zurigo          | SL              | 2          | 0          | CS              | 0               | 0               | -                  | -                  | -                  | -           | -           | -           | 2      | 0      |
| Totale Zurigo   | Totale Zurigo   | Totale Zurigo   | 82         | 2          |                 | 7               | 0               |                    | 11                 | 0                  |             | -           | -           | 100    | 2      |
| 2017-2018       | Sion            | SL              | 10         | 0          | CS              | 1               | 0               | UEL                | -                  | -                  | -           | -           | -           | 11     | 0      |
| 2018-2019       | Sion            | SL              | 3          | 0          | CS              | 0               | 0               | -                  | -                  | -                  | -           | -           | -           | 3      | 0      |
| Totale Sion     | Totale Sion     | Totale Sion     | 13         | 0          |                 | 1               | 0               |                    | 0                  | 0                  |             | -           | -           | 14     | 0      |
| 2019-2020       | Kriens          | CL              | 19         | 0          | CS              | 2               | 0               | -                  | -                  | -                  | -           | -           | -           | 21     | 0      |
| Totale carriera | Totale carriera | Totale carriera | 290        | 23         |                 | 23              | 0               |                    | 13                 | 0                  |             | -           | -           | 326    | 23     |

### Cronologia presenze e reti in nazionale
| Cronologia completa delle presenze e delle reti in nazionale ― Albania | Cronologia completa delle presenze e delle reti in nazionale ― Albania | Cronologia completa delle presenze e delle reti in nazionale ― Albania | Cronologia completa delle presenze e delle reti in nazionale ― Albania | Cronologia completa delle presenze e delle reti in nazionale ― Albania | Cronologia completa delle presenze e delle reti in nazionale ― Albania | Cronologia completa delle presenze e delle reti in nazionale ― Albania | Cronologia completa delle presenze e delle reti in nazionale ― Albania |
| Data                                                                   | Città                                                                  | In casa                                                                | Risultato                                                              | Ospiti                                                                 | Competizione                                                           | Reti                                                                   | Note                                                                   |
| ---------------------------------------------------------------------- | ---------------------------------------------------------------------- | ---------------------------------------------------------------------- | ---------------------------------------------------------------------- | ---------------------------------------------------------------------- | ---------------------------------------------------------------------- | ---------------------------------------------------------------------- | ---------------------------------------------------------------------- |
| 7-9-2012                                                               | Tirana                                                                 | Albania                                                                | 3 – 1                                                                  | Cipro                                                                  | Qual. Mondiali 2014                                                    | -                                                                      |                                                                        |
| 11-9-2012                                                              | Zurigo                                                                 | Svizzera                                                               | 2 – 0                                                                  | Albania                                                                | Qual. Mondiali 2014                                                    | -                                                                      | 55’                                                                    |
| 12-10-2012                                                             | Tirana                                                                 | Albania                                                                | 1 – 2                                                                  | Islanda                                                                | Qual. Mondiali 2014                                                    | -                                                                      | 58’                                                                    |
| 16-10-2012                                                             | Tirana                                                                 | Albania                                                                | 1 – 0                                                                  | Slovenia                                                               | Qual. Mondiali 2014                                                    | -                                                                      |                                                                        |
| 7-9-2014                                                               | Aveiro                                                                 | Portogallo                                                             | 0 – 1                                                                  | Albania                                                                | Qual. Euro 2016                                                        | -                                                                      | 66’                                                                    |
| 11-10-2014                                                             | Elbasan                                                                | Albania                                                                | 1 – 1                                                                  | Danimarca                                                              | Qual. Euro 2016                                                        | -                                                                      |                                                                        |
| 14-10-2014                                                             | Belgrado                                                               | Serbia                                                                 | 0 – 3 tav                                                              | Albania                                                                | Qual. Euro 2016                                                        | -                                                                      |                                                                        |
| 14-11-2014                                                             | Rennes                                                                 | Francia                                                                | 1 – 1                                                                  | Albania                                                                | Amichevole                                                             | -                                                                      | 90+2’                                                                  |
| 18-11-2014                                                             | Genova                                                                 | Italia                                                                 | 1 – 0                                                                  | Albania                                                                | Amichevole                                                             | -                                                                      | 67’                                                                    |
| 29-3-2015                                                              | Elbasan                                                                | Albania                                                                | 2 – 1                                                                  | Armenia                                                                | Qual. Euro 2016                                                        | -                                                                      | 84’                                                                    |
| 4-9-2015                                                               | Copenaghen                                                             | Danimarca                                                              | 0 – 0                                                                  | Albania                                                                | Qual. Euro 2016                                                        | -                                                                      | 77’                                                                    |
| 7-9-2015                                                               | Elbasan                                                                | Albania                                                                | 0 – 1                                                                  | Portogallo                                                             | Qual. Euro 2016                                                        | -                                                                      |                                                                        |
| 11-10-2015                                                             | Erevan                                                                 | Armenia                                                                | 0 – 3                                                                  | Albania                                                                | Qual. Euro 2016                                                        | -                                                                      | 73’                                                                    |
| 26-3-2016                                                              | Vienna                                                                 | Austria                                                                | 2 – 1                                                                  | Albania                                                                | Amichevole                                                             | -                                                                      | 86’                                                                    |
| 29-3-2016                                                              | Lussemburgo                                                            | Lussemburgo                                                            | 0 – 2                                                                  | Albania                                                                | Amichevole                                                             | -                                                                      | 46’                                                                    |
| 11-6-2016                                                              | Lens                                                                   | Albania                                                                | 0 – 1                                                                  | Svizzera                                                               | Euro 2016 - 1º turno                                                   | -                                                                      | 89’                                                                    |
| 15-6-2016                                                              | Marsiglia                                                              | Francia                                                                | 2 – 0                                                                  | Albania                                                                | Euro 2016 - 1º turno                                                   | -                                                                      | 55’ 74’                                                                |
| 31-8-2016                                                              | Scutari                                                                | Albania                                                                | 0 – 0                                                                  | Marocco                                                                | Amichevole                                                             | -                                                                      | 61’                                                                    |
| 5-9-2016                                                               | Scutari                                                                | Albania                                                                | 2 – 1                                                                  | Macedonia                                                              | Qual. Mondiali 2018                                                    | -                                                                      |                                                                        |
| 6-10-2016                                                              | Vaduz                                                                  | Liechtenstein                                                          | 0 – 2                                                                  | Albania                                                                | Qual. Mondiali 2018                                                    | -                                                                      | 45’                                                                    |
| 12-11-2016                                                             | Elbasan                                                                | Albania                                                                | 0 – 3                                                                  | Israele                                                                | Qual. Mondiali 2018                                                    | -                                                                      |                                                                        |
| 24-3-2017                                                              | Palermo                                                                | Italia                                                                 | 2 – 0                                                                  | Albania                                                                | Qual. Mondiali 2018                                                    | -                                                                      | 87’                                                                    |
| 28-3-2017                                                              | Elbasan                                                                | Albania                                                                | 1 – 2                                                                  | Bosnia ed Erzegovina                                                   | Amichevole                                                             | -                                                                      |                                                                        |
| 4-6-2017                                                               | Lussemburgo                                                            | Lussemburgo                                                            | 2 – 1                                                                  | Albania                                                                | Amichevole                                                             | -                                                                      |                                                                        |
| 11-6-2017                                                              | Haifa                                                                  | Israele                                                                | 0 – 3                                                                  | Albania                                                                | Qual. Mondiali 2018                                                    | -                                                                      | 82’                                                                    |
| 2-9-2017                                                               | Elbasan                                                                | Albania                                                                | 2 – 0                                                                  | Liechtenstein                                                          | Qual. Mondiali 2018                                                    | -                                                                      | 77’                                                                    |
| 5-9-2017                                                               | Strumica                                                               | Macedonia                                                              | 1 – 1                                                                  | Albania                                                                | Qual. Mondiali 2018                                                    | -                                                                      | 42’ 46’                                                                |
| Totale                                                                 |                                                                        | Presenze (46º posto)                                                   | 27                                                                     |                                                                        | Reti                                                                   | 0                                                                      |                                                                        |

## Palmarès

### Club

#### Competizioni nazionali
- Coppa Svizzera: 2

Zurigo: 2013-2014, 2015-2016
- Challenge League: 1

Zurigo: 2016-2017